# Мариам Асламазян
Мариам Асламазян (на арменски: Մարիամ Ասլամազյան, на руски: Асламаз́ян Мариа́м Арша́ковна) е арменска и съветска художничка живописец. Удостоена е с названието народен художник на Арменска ССР (1965) и народен художник на Съветския съюз (1990). По-малката ѝ сестра Еранухи Асламазян също е художничка.

## Биография и творчество
Мариа́м Арша́ковна Асламаз́ян е родена на 20 октомври 1907 г. в село Баш-Ширак, област Карс, Руска империя. Завършва през 1929 г. средното си образование в Александропол/Ленинакан, (сега Гюмри, Армения) в Ереванския художествено-индустриален техникум при арменските художници Седрак Аракелян и Степан Агаджанян. После в периода 1930 – 1932 г. следва в Ленинградския висш художествено-технически институт при художника Кузма Петров-Водкин и прави аспирантура при художника Александър Савинов и в периода 1932 – 1934 г.
Довоенната ѝ работа е разнообразна по жанрове: пейзаж „Есенни черничеви дървета“ (1939), портрет „Аз и Еранухи в огледалото“ (1939), натюрморт „Праскови“ (1940), интериор „В студиото на майстора художник В. Лебедев" (1940). По-голямата част от довоенните ѝ произведения са загубени по време на блокадата на Ленинград. През 1939 г. тя става член на Съюза на художниците на СССР.
По време Великата отечествена война тя обръща много внимание на визуалната агитация. Самата художничка лепи военните си плакати („Ще заместим тези, които са отишли на фронта“, „Ще отмъстим“, „Ще възстановим“, „За Родината в решителен бой“ и други) по улиците на военен Ленинград.
Сред картините ѝ за войната се открояват три различни по сюжет произведения, но обединени от обща тема. Това са „Завръщането на героя“ (1943), „Песента на героя“ (1944) и „Сватбата на героя“ (1945), всичките в Национална галерия на Армения. Те проследяват съдбата на безименния войник. Със своя оптимизъм и чувство за радостта от битието, тези картини се противопоставят на самия дух на войната. За картината си „Завръщането на героя“ тя е удостоена с медала „За отбраната на Кавказ“. През 1946 г. става член на КПСС.
Цикълът ѝ, посветен на образа на героя, се превръща в крайъгълен камък в нейното творчество. Той обобщава миналото, определя пътищата за по-нататъшно развитие, дава фолклорно-духовна форма на себеизразяване. Чрез него тя показва способността си да създава големи монументални и декоративни композиции. Работата в областта на монументалната живопис продължава с различни прекъсвания от 1938 до 1955 година. През това време Мариам Асламазян, заедно със сестра си художник Ерануи Асламазян, украсявава с огромни пана павилиона на Арменската ССР на Всесъюзната селскостопанска изложба, Музея на геонауките на Московския държавен университет и кафенето „Арарат“ в Москва.
В следвоенните години художничката се насочва и към натюрморта: „Арменски натюрморт“ (1955), „Цъфтящ червен кактус“ (1957) и др., а след 1958 г. и към керамиката заедно със сестра си.
Асламазян се радва на успешна кариера в съветската система, печелейки признание по официалните канали. Тя получава финансиране от Съюза на художниците за пътуване до много страни по света, включително Алжир, Аржентина, Белгия, Китай, ГДР, Франция, Индия, Италия, Япония, Мадагаскар, Испания, Швеция, Холандия, Обединена арабска република (днес Египет и Сирия) и Югославия. През 1957 г. съветското правителство я изпраща на официално пътуване до Индия, за да помогне за установяването на приятелски дипломатически връзки между двете страни. В края на пътуването ѝ е организирана изложба, за да се покажат картините, които тя е създала по време на престоя си в страната, на която присъства Индира Ганди, обект в някои от картините. Това и три последващи пътувания през 1970, 1973 и 1975 г. изиграват своята роля за установяването на положителните индийско-съветски дипломатически връзки.
Асламазян е наричана „арменската Фрида Кало“ поради нейните изображения на традиционната арменска култура, ярката ѝ модернистична палитра, еклектичен личен стил и автопортрети, изобразяващи я облечена в традиционната арменска рокля. Тя прави успешна кариера като независима жена художник, работеща в доминирана от мъже професия в средата на ХХ век в патриархалното арменско-съветско общество.
Произведенията ѝ се съхраняват в множество музеи: София, Берлин, Санкт Петербург, Венеция, Токио, Делхи, и др.
Мариам Асламазян умира на 16 юли 2006 г. в Москва, Русия. Погребана е в почетния еревански Пантеон Комитас.
В чест на художничката и нейната сестра е запазена като музей за живота и творчеството им тяхната галерия в Гюмри създадена през 1987 г.